# Nicolae Constantin Tănase
Nicolae Constantin Tănase (n. 7 decembrie 1985, București) este un regizor și scenarist de film român.

## Biografie
Nicolae Constantin Tănase s-a născut la București în 1985. Provine dintr-o familie de artiști. A absolvit UNATC, secția regie de film și a studiat apoi timp de un an la Academia de Arte din Praga (FAMU).
Lucrarea de absolvire, un scurt metraj, Outrageously Disco (2009), a câștigat câteva premii, continuând tradiția succesului înregistrat în timpul facultății cu un alt scurt metraj, realizat în anul al treilea al facultății, Zombie Infectors 3.

## Recunoaștere, premii
Primul film realizat după absolvire, Blu, a fost laureat al câtorva premii, la ediția din 2012 a FIF Transilvania, la Best International Short Film din Portugalia (2012). A fost recompensat și cu Premiul Gopo - Tânără Speranță la Galele Gopo din 2012.
La Galele Gopo din 2016, regizorul a fost răsplătit cu Premiul Gopo pentru Cel mai bun debut regizoral.
Filmul său Lumea e a mea a câștigat Discovery Award la cea de-a 25-a ediție a Festivalului Internațional de Film Est-European de la Cottbus, Germania.

## Filmografie
- 2007 — Zombie Infectors 3[6][7]
- 2009 — Outrageously Disco[8]
- 2012 — Blu[9]
- 2015 — Lumea e a mea[10]